# 2022年俄罗斯驻阿富汗大使馆爆炸案
俄罗斯驻阿富汗大使馆爆炸案，是2022年9月5日发生於阿富汗首都喀布爾的自杀式炸弹襲擊案，炸彈於俄羅斯大使館前引爆。“伊斯兰国”组织声称对此次袭击负责。

## 背景
俄羅斯自2015年起开始介入敘利亞局势攻打不同的武装团体，而自2021年8月塔利班在阿富汗重新掌权以来，阿富汗发生多起由敌对“伊斯蘭國－呼羅珊省”策划针对平民和民用基础设施的袭击事件，造成250多人伤亡，包括儿童在内。

## 简介
当地时间2022年9月5日，俄罗斯驻阿富汗大使馆领事处入口外，一名身份不明的武装分子引爆了爆炸装置，造成两名俄罗斯使馆工作人员和四名阿富汗平民死亡，另有多人受伤。袭击者原计划在人群中引爆炸弹，但被安全警卫人员（塔利班）提前发现。安全人员开枪拦截袭击者，随后发生爆炸。尚不清楚是袭击者引爆携带的炸药还是射击导致炸药爆炸。

## 各方反应
联合国秘书长古特雷斯与联合国驻阿富汗援助团分别发表声明，强烈谴责袭击事件。